# Siglifelli
Siglifelli är ett berg i Färöarna (Kungariket Danmark).   Det ligger i sýslan Suðuroyar sýsla, i den södra delen av landet, 60 km söder om huvudstaden Tórshavn. Toppen på Siglifelli är 218 meter över havet. Siglifelli ligger på ön Suðuroy.
Terrängen runt Siglifelli är huvudsakligen kuperad, men åt nordost är den platt. Havet är nära Siglifelli söderut.  Närmaste större samhälle är Vágur, 4,5 km nordväst om Siglifelli. 